# مکعب (فیلم ۲۰۲۱)
مکعب (انگلیسی: Cube) یک فیلم علمی تخیلی و فیلم ترسناک ژاپنی محصول ۲۰۲۱ به نویسندگی کوجی توکوئو و کارگردانی یاسوهیکو شیمیزو است.